# Evert Löfstedt
Evert Wiktor Löfstedt, född 13 maj 1910 i Malmö, död 18 oktober 1990 i Höör, Malmöhus län, var en svensk filmfotograf. 
Löfstedt var anställd som fotograf vid Europa Studio 1934–1938 och från 1938 hos Sandrews vid Sandrewateljéerna.
Han är gravsatt i minneslunden på Klockarebackens kyrkogård.

## Filmfoto i urval
- 1941 – Livet går vidare
- 1943 – På liv och död
- 1944 – Fattiga riddare
- 1944 – Fia Jansson från Söder
- 1944 – Rännstensungar
- 1945 – Sten Stensson kommer till stan
- 1945 – Trav, hopp och kärlek
- 1946 – Ebberöds bank

## Regi
- 1944 – Skeppsholmspojkar (kortfilm)